# Liste der Monuments historiques in Échillais
Die Liste der Monuments historiques in Échillais führt die Monuments historiques in der französischen Gemeinde Échillais auf.

## Liste der Bauwerke
| Bezeichnung       | Beschreibung              | Standort | Kennzeichnung | Schutzstatus | Datum | Bild           |
| ----------------- | ------------------------- | -------- | ------------- | ------------ | ----- | -------------- |
| Kirche Notre-Dame | Erbaut im 12. Jahrhundert | (Lage)   | PA00104676    | Classé       | 1840  | weitere Bilder |
| Schwebefähre      | Erbaut 1900               | (Lage)   | PA00104870    | Classé       | 1976  | weitere Bilder |

## Liste der Objekte
| Bezeichnung                           | Beschreibung                        | Standort                        | Kennzeichnung | Schutzstatus | Datum | Bild |
| ------------------------------------- | ----------------------------------- | ------------------------------- | ------------- | ------------ | ----- | ---- |
| Weihwasserbecken                      | Stein, 1667                         | in der Kirche Notre-Dame (Lage) | PM17001445    | Inscrit      | 1985  |      |
| Gemälde Le Christ, l’alpha et l’oméga | von Gustave Navier, 19. Jahrhundert | in der Kirche Notre-Dame (Lage) | PM17002560    | Inscrit      | 2013  |      |